# Murphy Nicholas Xavier Pakiam

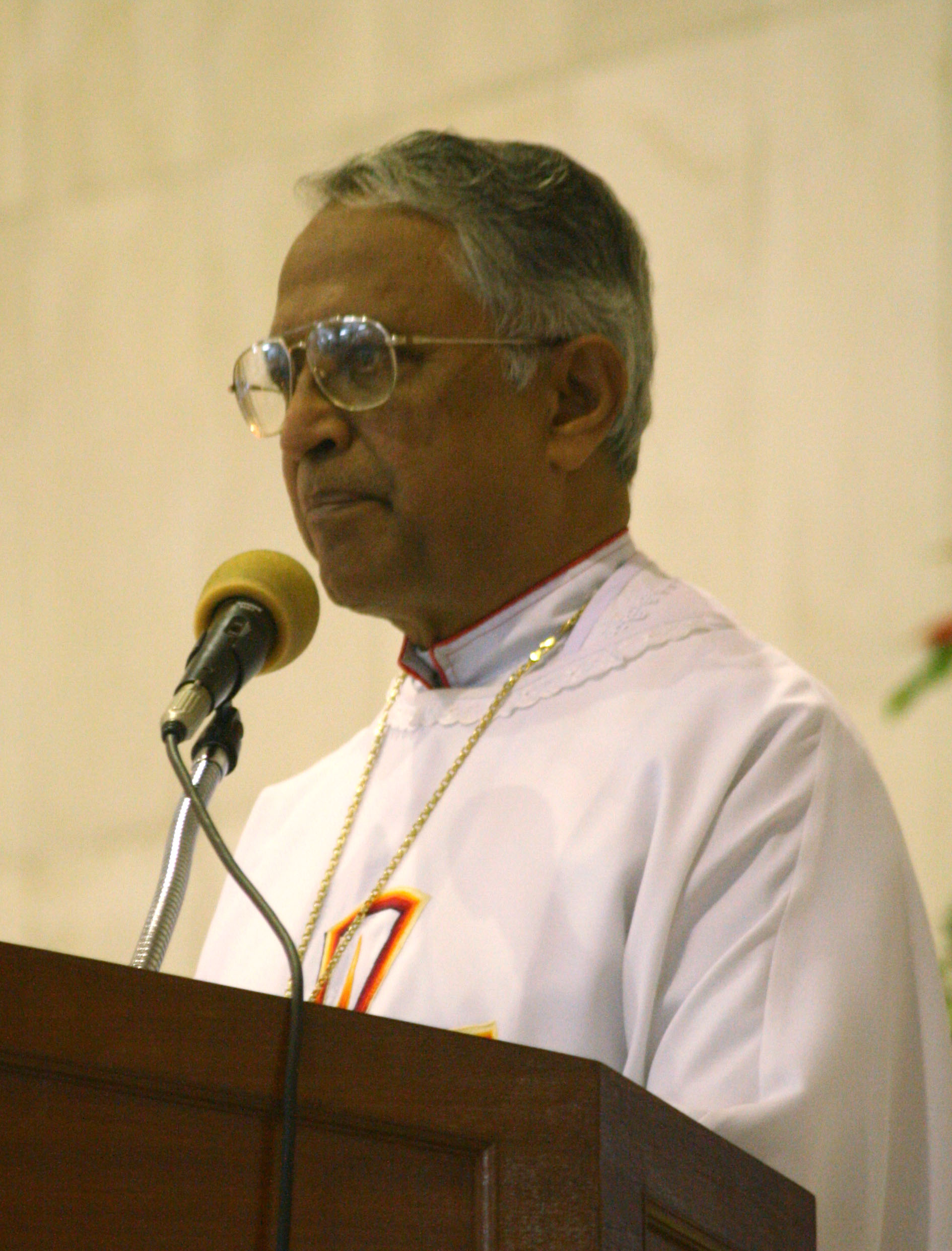
Murphy Nicholas Xavier Pakiam

Murphy Nicholas Xavier Pakiam (sinh 1938) là một Giám mục người Malaysia của Giáo hội Công giáo Rôma. Ông nguyên là Tổng giám mục chính tòa Tổng giáo phận Kuala Lumpur, thủ đô Malaysia và Chủ tịch Hội đồng Giám mục Công giáo Malaysia, Singapore và Brunei. Trước khi tiến đến các chức danh trên, ông cũng từng đảm nhận hai vị trí khác là Giám mục Phụ tá Tổng giáo phận Kuala Lumpur và Phó Chủ tịch Hội đồng Giám mục Malaysia.

## Tiểu sử
Tổng giám mục Murphy Nicholas Xavier Pakiam sinh ngày 6 tháng 12 năm 1938 tại Tapah, thuộc Malaysia. Sau quá trình tu học dài hạn tại các cơ sở chủng viện theo quy định của Giáo luật, ngày 10 tháng 5 năm 1964, Phó tế Pakiam, 26 tuổi, tiến đến việc được truyền chức linh mục.
Sau hơn 30 năm thi hành công tác mục vụ trên cương vị là một linh mục, ngày 1 tháng 4 năm 1995, tin tức loan báo từ Tòa Thánh loan đi tin Giáo hoàng đã tuyển chọn linh mục Murphy Nicholas Xavier Pakiam, 57 tuổi, gia nhập Giám mục đoàn Công giáo hoàn vũ, với vị trí được trao phó là Giám mục Phụ tá Tổng giáo phận Kuala Lumpur và danh hiệu Giám mục Hiệu tòa Chunavia. Lễ tấn phong cho vị giám mục tân cử được cử hành sau đó vào ngày 4 tháng 10 cùng năm, với phần nghi thức chính yếu được cử hành cách trọng thể bởi 3 giáo sĩ cấp cao. Chủ phong cho vị tân giám mục là Tổng giám mục Anthony Soter Fernandez, Tổng giám mục Kuala Lumpur. Hai vị còn lại, với vai trò phụ phong, đó là Giám mục James Chan Soon Cheong, Giám mục chính tòa Giáo phận Melaka-Johor và Giám mục Antony Selvanayagam, Giám mục chính tòa Giáo phận Penang. Tân giám mục chọn cho mình châm ngôn:Mercy and peace.
Ngày 24 tháng 3 năm 2003, Tòa Thánh ra thông báo chọn vị giám mục phụ tá Murphy Nicholas Xavier Pakiam trở thành Tổng giám mục kế vị Tổng giáo phận Kuala Lumpur. Lễ nhậm chức đã được vị tân Tổng giám mục cử hành vào ngày 29 tháng 5 cùng năm.
Ngày 13 tháng 12 năm 2013, Tòa Thánh loan tin báo rằng đã chấp thuận đơn xin về hưu của Tổng giám mục Pakiam, 75 tuổi. Ông chấm dứt cương vị Tổng giám mục từ đây.
Ngoài các vị trí do Tòa Thánh sắp xếp, Tổng giám mục Pakiam còn giữ nhiều chức danh quan trọng khác như Phó Chủ tịch Hội đồng Giám mục Malaysia, Singapore và Brunei từ tháng 2 năm 2007 đến ngày 1 tháng 1 năm 2011 và Chủ tịch Hội đồng Giám mục này từ ngày 1 tháng 1 năm 2013 đến ngày 1 tháng 1 năm 2017.